# Barichneumonites ludibundus
Barichneumonites ludibundus är en stekelart som först beskrevs av Tosquinet 1903.  Barichneumonites ludibundus ingår i släktet Barichneumonites och familjen brokparasitsteklar. Inga underarter finns listade.